# Giuliano Bernardi
Pour les articles homonymes, voir Bernardi.
Giuliano Bernardi est un chanteur d’opéra (baryton/ténor) italien né à Ravenne le 21 décembre 1939 et mort à Ravenne le 4 juin 1977.

## Biographie
Après un diplôme de chant au Conservatorio statale di musica "G. Rossini" de Pesaro, Bernardi étudie avec l'ancien baryton Antonio Gelli. Il fait ses débuts en tant que baryton en octobre 1968 à Mantoue dans le rôle-titre de l'opéra Rigoletto de Giuseppe Verdi après avoir remporté le concours international As.Li.Co (Associazione lirica e concertistica). Il chante dans de nombreux théâtres italiens et est lauréat d'autres compétitions internationales comme :
- en 1971 le Concorso Achille Peri ;
- aussi en 1971 le Concorso internazionale Voci Verdiane (un concours international créé par la RAI), avec Katia Ricciarelli ; et
- en 1972 le Concorso Internazionale per Cantanti "Toti Dal Monte", avec Ghena Dimitrova.

Luciano Pavarotti estime en l'entendant qu'il pourrait être un grand ténor dramatique. Bernardi étudie alors avec le maestro Arrigo Pola et le maestro Ettore Campogalliani pour travailler sa voix de ténor. Il fait ses débuts dans cette tessiture en 1975 à Florence, dans le rôle de Malcolm de l'opéra de Verdi Macbeth . En 1976 il enregistre Macbeth dans les studios de Londres avec José Carreras, Sherrill Milnes et Ruggero Raimondi, toujours dans le rôle de Malcolm. Ses véritables débuts en Espagne se font avec le rôle de Manrico, le personnage principal d' Il trovatore de Verdi. Fin décembre 1976 il chante à Chicago et Pittsburgh dans des concerts avec Pavarotti. Il s'apprêtait à chanter le rôle-titre de l'Otello de Verdi quand un accident fatal de voiture met fin à sa carrière à l'âge de 37 ans.

## Répertoire
Baryton
- Rigoletto (Giuseppe Verdi)
- Un ballo in maschera (Verdi)
- La traviata (Verdi)
- La Bohème (Giacomo Puccini)
- Pagliacci (Ruggero Leoncavallo)

Ténor
- Il trovatore (Verdi)
- Macbeth (Verdi)
- La traviata (Verdi)